# Investiture de François Mitterrand
L'investiture de François Mitterrand de 1981 désigne l'ensemble des évènements relatifs à la passation des pouvoirs entre Valéry Giscard d'Estaing et François Mitterrand à l'issue de l'élection présidentielle française de 1981. Elle marque le début de la présidence de François Mitterrand (1981-1995).

## Contexte
François Mitterrand est élu président de la République à l'issue de l'élection présidentielle de 1981. Le Conseil constitutionnel proclame le résultat le 15 mai 1981. En vertu de l'article 6 de la Constitution, l'investiture doit avoir lieu le 24 mai 1981 au plus tard.
Le travail d'organisation de l'investiture de François Mitterrand démarre dès son élection. Elle est conduite par le socialiste Pierre Bérégovoy, qui dirige l'« antenne présidentielle » chargée par Mitterrand. Pierre Bérégovoy et Jacques Wahl, secrétaire général de l'Élysée, se mettent d'accord sur la date du 21 mai à 9 heures 30, qui est ensuite convenue par la lettre entre le président sortant et le président élu. Bérégovoy gère un pré-cabinet présidentiel : l’Élysée lui fait parvenir des télégrammes diplomatiques officiels et des informations relatives à la défense.
Deux jours avant la cérémonie, le 19 mai, Valéry Giscard d'Estaing prononce, sur les trois chaînes de télévision, une allocution qu’il conclut par un « au revoir » qui restera célèbre. Le lendemain, démissionnaire depuis le 13 mai, le gouvernement Barre se réunit pour un dernier Conseil des ministres.

## Cérémonie

### Arrivée au palais de l’Élysée et entretien avec le président sortant
Le 21 mai, François Mitterrand entre au palais de l'Élysée après avoir été accueilli sur le perron par le président sortant. L’entretien celui-ci et celui-là dure au total quelque cinquante minutes.
Valéry Giscard d'Estaing explique à François Mitterrand la solitude qui pèse sur la fonction présidentielle. Il annonce à Mitterrand la mort prochaine de Léonid Brejnev et son remplacement par Konstantin Tchernenko. Il lui fait part des recherches menées par Elf Aquitaine sur des nouveaux procédés de prospection pétrolière (qui débouchera sur l'affaire des Avions renifleurs), ainsi que de l'attaque que Anouar el-Sadate prépare contre la Libye pour renverser Mouammar Kadhafi. Il lui donne les détails des diverses formes de coopération sur le nucléaire avec les États-Unis. Il l'informe du dernier avis du Conseil supérieur de la magistrature concernant le recours en grâce d'un condamné à mort.
Il demande à son successeur de nommer le directeur du Service de documentation extérieure et de contre-espionnage, Alexandre de Marenches, au Conseil d'État, comme le président Pompidou s'y était engagé en le nommant en 1970. Il demande également qu'il soit pris soin de Jacques Wahl et de Michel Mosser pour leurs services rendus à l'État. La situation administrative de Philippe Sauzay est également réglée.
Selon les Verbatim de Jacques Attali, François Mitterrand déclare notamment durant l'entretien : « Vous n'avez commis qu'une seule erreur dans votre campagne, celle de vous présenter ». Giscard d'Estaing dans Le Pouvoir et la Vie donne comme version « C'est très dangereux de se représenter au terme d'un septennat. Personne ne pouvait m'empêcher d'être élu. Si vous ne vous étiez pas représenté, vous me succéderiez dans sept ans. ». La presse présente l'entretien comme relativement tendu.
Le président sortant remet le médaillon en or qui contient les codes nucléaires nécessaires à l'activation de la sacoche nucléaire et du PC Jupiter. François Mitterrand la glisse dans sa poche et l'oublie dedans ; le costume part chez le teinturier dans la soirée, et un motard de la police nationale part le récupérer.
Une fois l'entretien en tête à tête terminé, le président sortant convie le général Bertrand de Montaudoüin, chef de l'état-major particulier du président, et son successeur, le général Jean Saulnier, pour que ce dernier reçoive de son prédécesseur les enveloppes qui contiennent les procédures complémentaires à celle du chef de l'État, indispensables pour activer la force nucléaire.

### Départ du président sortant
Rompant avec le protocole, c’est à pied, comme il l'avait fait sept ans plus tôt à son arrivée à l'Élysée, que Valéry Giscard d'Estaing quitte le palais, à 10 heures 15 : il est alors pris à partie par des militants socialistes, qui le sifflent et le huent, masquant les applaudissements de ses partisans,.

### Le Panthéon
Après l'Élysée, François Mitterrand remonte les Champs-Élysées pour fleurir la tombe du Soldat inconnu.
Il se rend ensuite à l'hôtel de ville de Paris et s'entretient avec le maire, Jacques Chirac. 
Le chef de l'État tient une cérémonie en remontant à pied la rue Soufflot, accompagné de l'orchestre de Paris, et dépose une rose sur les tombes de Jean Jaurès, Jean Moulin et Victor Schœlcher au Panthéon.